# Нотранє Гориці
Нотранє Гориці (словен. Notranje Gorice) — поселення в общині Брезовиця, Осреднєсловенський регіон, Словенія. Висота над рівнем моря: 294,6 м.